# Hamid Karzai
Hamid Karzai (Pasjtoe: حامد کرزی, Perzisch: حامد کرزی) (Kandahar, 24 december 1957) was van 2002 tot 2014 president van Afghanistan.

## Biografie
Karzai werd in Zuid-Afghanistan als lid van de machtige Pathaanse Popalzai-clan geboren. Hij stamt uit een familie die vanouds koning Zahir Shah steunde. Hamid Karzai heeft zes broers en een zuster, van wie de meesten al lange tijd in de Verenigde Staten wonen. In 1999 trad hij in het huwelijk met Zeenat Quraishi, een verloskundige die werkzaam was in Afghaanse vluchtelingenkampen in Pakistan. Het echtpaar kreeg in 2007 een zoon, Mirwais genaamd.
Karzai studeerde onder meer aan de Himachal Pradesh University in Shimla in het uiterste noorden van India (1979-1983). Tijdens de bezetting door de Sovjet-Unie en de daaropvolgende burgeroorlog verbleef hij in het buitenland. Na zijn terugkeer fungeerde hij korte tijd als onderminister van Buitenlandse Zaken in de regering van Burhanuddin Rabbani. Aanvankelijk steunde hij de Taliban, in de hoop dat die beweging de Sovjets zou kunnen verdrijven en een eind zou kunnen maken aan het onderlinge geweld tussen de verschillende stammen. Na enige tijd verloor hij echter het vertrouwen in de nieuwe regering.
In 1995 weigerde hij ambassadeur te worden bij de VN namens de Taliban; in 1996 vluchtte hij naar Pakistan. Op 14 juli 1999 doodden de Taliban zijn vader, leider van de Popalzai. Karzai trok met een grote groep stamhoofden en andere rouwenden door Pakistan en Afghanistan, naar Kandahar, het hoofdkwartier van de Taliban. Uit angst voor een Pathaanse opstand boden de Taliban geen weerstand.
Na de terreuraanvallen op 11 september 2001 werd al snel duidelijk dat de positie van de Taliban wankelde, omdat zij onderdak gaven aan Osama bin Laden en zijn Al Qaida-netwerk. Karzai begon geld en wapens in te zamelen en de door hem geleide Pathanen hielpen de Amerikanen in de oorlog in Afghanistan bij de inname van het laatste Taliban-bolwerk, Kandahar.
In december 2001 werd Karzai op de Internationale Afghanistan-conferentie te Bonn door de delegatie van ex-koning Zahir Shah voorgedragen als lid van de te vormen overgangsregering. Karzai bevond zich op dat moment aan het front te Kandahar. Hierop werd hij benoemd tot leider daarvan. Een speciale vergadering van alle stamoudsten van het land, de Loya Jirga, benoemde hem in juni 2004 tot president. Voordat Amerika Afghanistan binnenviel verbrak Hamid Karzai zijn banden met de Taliban. Kort daarna, op 5 september 2002 en 16 september 2004, overleefde Karzai twee aanslagen op zijn leven.
Bij de eerste vrije presidentsverkiezingen in Afghanistan, op 9 oktober 2004, behaalde hij 55% van de stemmen. Op 7 december 2004 werd hij geïnaugureerd. Karzais tribale achtergrond enerzijds en zijn westerse oriëntatie anderzijds zou hem bijzonder geschikt maken voor zijn functie. Behalve de officiële Afghaanse talen Pasjtoe en Perzisch (Dari) spreekt hij Urdu, Hindi, Engels en Frans.

### Verkiezingen 2009
Op 20 augustus 2009 vonden in Afghanistan verkiezingen plaats voor provinciale besturen en het presidentschap, waarvoor Karzai zich herkiesbaar stelde. Als "running mate" fungeerde Muhammad Fahim, zijn eerdere minister van Defensie die in december 2004 was vervangen door Abdul Rahim Wardak. Karzais belangrijkste tegenkandidaten waren Abdullah Abdullah, Bashardost en Ashraf Ghani. Deze verkiezingen gingen gepaard met beschuldigingen van fraude en een geweldcampagne van de Taliban, die steeds meer terrein bleken te heroveren. Weliswaar behaalde Karzai een meerderheid, maar door de vele klachten die waren ingediend tegen beweerde gevallen van fraude werd hij niet meteen uitgeroepen tot winnaar. De gevallen van fraude die ten gunste van hem leken te zijn gepleegd zouden zelfs afbreuk hebben gedaan aan zijn gezag. Op 9 september werd in de commentaren zelfs gerept over een "post-election crisis".

## Controverses

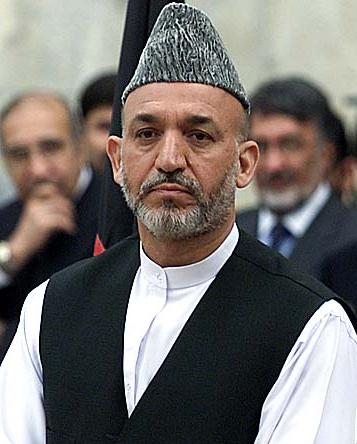
President Hamid Karzai van Afghanistan met zijn typerende traditionele hoofddeksel, de karakul